# London Calling (sang)
"London Calling" er en sang af det britiske punk-rock band The Clash. Sangen blev udsendt på single fra bandets dobbeltalbum fra 1979 London Calling. Sangens apokalyptiske, politisk ladede tirade præsenterer bandets post-punk-lyd med elektriske guitarer og forsangeren Joe Strummers stemme.

## Sangskrivning og indspilning
"London Calling" er skrevet af de to medlemmer af THe Clash Joe Strummer og Mick Jones. Titlen henviser til BBC World Services indledning af sine programmer: "This is London calling ...", der blev brugt under 2. verdenskrig, særlig i udsendelser rettet mod de besatte lande.
Teksten afspejler den bekymring Strummer havde om verdens tilstand med referencer til ulykken på Three Mile Island, der var indtruffet kort forinden i 1979, politibrutallitet og bandets desperation over, at den første punkbølge var ovre i England.
Sangen fader ud med et morsesignal, der sender bogstaverne S-O-S.
"London Calling" blev indspillet i Wessex Studios i Highbury i det nordlige London.

## Medvirkende

### "London Calling"
- Joe Strummer – sang, rytmeguitar
- Mick Jones – kor, leadguitar
- Paul Simonon – kor, el-bas
- Topper Headon – trommer

### "Armagideon Time" (B-siden)
- Joe Strummer – sang, piano
- Mick Jones – guitar, mundharpe, lydeffekter
- Paul Simonon – el-bas
- Topper Headon – trommer
- Mickey Gallagher – orgel

## Salg og kritikernes modtagelse
"London Calling" var den eneste single fra albummet og singlen nåede nr. 11 på den britiske singlehitliste i december 1979, og var bandets højeste hitlisteplacering, indtil "Should I Stay or Should I Go" nåede førstepladsen ti år senere. Sangen kom ikke på de amerikanske hitlister, da den i USA blev udgivet som B-side til "Train in Vain", der nåede nr. 23 på pop-hitlisten. "London Calling" var den første single fra bandet, der nåede hitlisterne udenfor Storbritannien, og den nåede top 40 i Australien. 
Den kommercielle succes blev hjuæpet på vej af en musikvideo, hvor bandet spiller sangen på en båd på Themsen en regnfuld nat i begyndelsen af december 1979.
Som årene er gået, er "London Calling" af mange kritikere anset som bandets bedste udgivelse. Rolling Stone placerede i 2004 sangen som nr. 15 på bladets liste 500 Greatest Songs of All Time, hvilket var bandets højest palcerede sang på listen og den højest placerede punksang. VH1 medtog sangen som nr. 42 på listen over de 100 bedste sange fra 1980'erne (selvom sangen blev udgivet i 1979). Sangen er tillige medtaget på Rock and Roll Hall of Fames "The Songs That Shaped Rock and Roll", og “London Calling” blev af The Independent i 2019 kåret til den bedste single fra 1979.

## Hitlisteplaceringer
| Rel. | Year | Chart                            | Peak Position |
| ---- | ---- | -------------------------------- | ------------- |
| 1st  | 1979 | UK (Official Charts Company)     | 11            |
| 1st  | 1980 | Irish Singles Chart              | 16            |
| 1st  | 1980 | New Zealand (RIANZ)              | 23            |
| 1st  | 1980 | US Billboard Hot Dance Club Play | 30            |
| 1st  | 1980 | Australia (Kent Music Report)    | 28            |
| 2nd  | 1988 | UK (Official Charts Company)     | 46            |
| 3rd  | 1991 | Irish Singles Chart              | 18            |
| 3rd  | 1991 | Sverige (Sverigetopplistan)      | 30            |
| 3rd  | 1991 | UK (Official Charts Company)     | 64            |